# Leopoldo Ndakalako
Leopoldo Ndakalako (ur. 13 grudnia 1968 w Ohakaonde) – angolski duchowny rzymskokatolicki, biskup diecezjalny Menongue od 2019.

## Życiorys

### Prezbiterat
Święcenia kapłańskie przyjął 14 grudnia 1997 i został inkardynowany do diecezji Ondjiva. Przez wiele lat pracował w części propedeutycznej diecezjalnego seminarium, a w latach 2003–2016 pełnił funkcję jej rektora. W latach 2012–2017 był także wikariuszem biskupim ds. duszpasterskich. W 2017 mianowany wikariuszem generalnym diecezji.

### Episkopat
19 marca 2019 roku został mianowany przez papieża Franciszka biskupem diecezji Menongue. Sakry udzielił mu 12 maja 2019 ówczesny nuncjusz apostolski w Angoli – arcybiskup Petar Rajič.